# Келли, Райан (актёр)
Ра́йан Ке́лли (англ. Ryan Kelley; род. 1986) — американский актёр, больше всего известный зрителям по ролям в фильмах «Жестокий ручей», «Молитвы за Бобби» и «Бен-10: Инопланетный рой», а также в молодёжном телесериале «Волчонок».

## Биография
Родился 31 августа 1986 года в западном пригороде Чикаго Глен-Эллине (штат Иллинойс). Он пятый по старшинству ребёнок в семье из 14 братьев и сестер. Когда Райану было два года, мать повезла его и пятерых братьев и сестер в Чикаго на встречу с агентом по рекламе. Так в детстве Келли начал свою актёрскую карьеру с рекламы и снялся в более чем 50 роликах, а во время учёбы в начальной школе получил свою первую роль в кино. Когда Райану исполнилось 18 лет, он переехал жить в Лос-Анджелес.
В 2002 году Келли снялся в роли Райана Джеймса в двух эпизодах «Тайны Смолвилля». В 2004 году играл в фильме «Жестокий ручей» и, вместе с другими актёрами главных ролей, получил специальную награду «Независимого духа». Также вместе с актёрским ансамблем фильма «Ещё зелёные» получил награду на кинофестивале в Форт-Лодердейле. В 2008 году Райан сыграл роль пятнадцатилетнего Дерека Риза, старшего брата Кайла Риза, в телесериале «Терминатор: Хроники Сары Коннор», а в 2009 роль Бобби Гриффита в номинированном на «Эмми» и «Золотой глобус» телефильме «Молитвы за Бобби». В это же время актёр снялся в сиквеле фильма «Бен 10: Наперегонки со временем» — «Бен 10: Инопланетный рой». 
В январе 2012 года Келли снимался в фильме «Sexting in Suburbia».

## Фильмография
| Год       |    | Русское название                    | Оригинальное название                   | Роль                                                                   |
| --------- | -- | ----------------------------------- | --------------------------------------- | ---------------------------------------------------------------------- |
| 1995      | ф  | Соседи по комнате                   | Roommates                               | Мо                                                                     |
| 1996—2000 | с  | Завтра наступит сегодня             | Early Edition                           | Том Стоун — 1 эпизод (The Quality of Mercy)                            |
| 1999      | ф  | Очаровательный Билли                | Charming Billy                          | Дуэйн (10 лет)                                                         |
| 2002      | ф  | Украденное лето                     | Stolen Summer                           | Симус Омэлли                                                           |
| 2002      | ф  | Бродячие псы                        | Stray Dogs                              | Дж. Фрэд Картер                                                        |
| 2002      | с  | Тайны Смолвилля                     | Smallville                              | Райан Джеймс — 2 эпизода (Ryan, Stray)                                 |
| 2004      | ф  | Жестокий ручей                      | Mean Creek                              | Клайд                                                                  |
| 2004      | ф  | Фабрика пыли                        | The Dust Factory                        | Райан Флин                                                             |
| 2004—2008 | с  | Юристы Бостона                      | Boston Legal                            | Стюарт Милч — 1 эпизод (Let Sales Ring)                                |
| 2006      | ф  | След преступника                    | Outlaw Trail                            | Рой Паркер                                                             |
| 2006      | ф  | Письма с Иводзимы                   | Letters from Iwo Jima                   | Морпех #2                                                              |
| 2007      | ф  | Ещё зелёные                         | Still Green                             | Алан                                                                   |
| 2003—2010 | с  | Детектив Раш                        | Cold Case                               | Курт Фицпатрик — 1 эпизод (Sabotage)                                   |
| 2008—2009 | с  | Терминатор: Хроники Сары Коннор     | Terminator: The Sarah Connor Chronicles | Дерек Риз (15 лет) — 1 эпизод (What He Beheld)                         |
| 2007—2008 | с  | Женский клуб расследований убийств  | Women’s Murder Club                     | Чарли Гиффорд — 1 эпизод (And the Truth Will (Sometimes) Set You Free) |
| 2005—2010 | с  | Говорящая с призраками              | Ghost Whisperer                         | Дэвин Бэнкрофт — 1 эпизод (Life on the Line)                           |
| 2009      | тф | Молитвы за Бобби                    | Prayers for Bobby                       | Бобби Гриффит                                                          |
| 2009      | тф |                                     | Mending Fences                          | Чак Бэнтли                                                             |
| 2009      | с  | Закон и порядок: Специальный корпус | Law & Order: Special Victims Unit       | Энзо Кук — 1 эпизод (Users)                                            |
| 2009      | тф | Бен 10: Инопланетный рой            | Ben 10: Alien Swarm                     | Бен Теннисон                                                           |
| 2012      | тф | Молчание до гроба                   | Sexting in Suburbia                     | Марк Кэри                                                              |
| 2014—2017 | с  | Волчонок                            | Teen Wolf                               | Джордан Пэрриш                                                         |